# Йоргос Мазонакіс
Йоргос Мазонакіс (* грец. Γιώργος Μαζωνάκης, 4 березня 1972, Нікея, Аттика) — один з найпопулярніших у світі сучасних грецьких співаків, представник жанру сучасної лаїко.

## Біографія
З дитинства захоплювався музикою, серед його кумирів були такі визнані майстри лаїка, як Янніс Паріос, Стратос Діонісіу Вже у віці 15 років юнак твердо вирішив стати співаком. Перший його професійний виступ відбувся у нічному клубі міста Патри влітку 1992. Його талант одразу помітили, і лейбл Universal Music (на той час Polygram) запропонував співпрацю.
Наступним кроком до національного визнання була низка успішних виступів у нічних клубах столиці Греції — Афінах. Впродовж одного року співак здійснює тур Грецією, Кіпром, виступає у Німеччині, Австралії, а також кількох штатах Америки, включаючи Нью-Йорк, Нью-Джерсі, Атлантик-Сіті і Чикаго.
2001 року співак підписав контракт із музичним лейблом Heaven Music, з яким працює і донині. Їх спільний перший синглс став золотим лише через місяць після офіційної дати релізу. Крім того, шалений успіх прийшов до співака в Італії після презентації пісні «Μου λείπεις» (Не вистачає тебе). Наступний альбом ΚΟΙΤΑ ΜΕ також стає золотим і в Греції, і в Італії, а подвійний CD, випущений в Італії під назвою Giorgios Mazonakis здобув статус платинового.
2002 року вже популярний співак виконав дві пісні Стаматіса Краунакіса, які стали саундтреками до стрічок режисера Нікоса Панайотопулоса. Цього ж року був перевипущений альбом ΚΟΙΤΑ ΜΕ у подвійному форматі: один мав назву ΚΟΙΤΑ ΜΕ, другий — BEAT. До останнього увійшли пісні, написані Фівосом.
Результатом подільшої співпраці музикантів став альбом 2003 року «ΣΑΒΒΑΤΟ», назва якого перекладається тривіально як Субота. Однойменний хіт цього альбому відкрив зірку Мазонакіса усьому світові. Цей альбом співака став платиновим.
2011 року Йоргос Мазонакіс виступав спільно із Наташою Теодоріду в афінському клубі «Votanikos». На розігріві зірок щовечора виступала Тамта. Влітку 2012 року співак здійснив концертний тур «ΓΙΩΡΓΟΣ ΜΑΖΩΝΑΚΗΣ CLUB TOUR 2012». Від вересня 2012 року співак виступає поряд із Елені Фурейра в афінському клубі «Thalassa peoples stage» у Гліфаді.
У листопаді 2012 року відбувся офіційний реліз альбому «Λείπει πάλι ο Θεός», продюсерами якого стали Йоргос Сабаніс та Нікі Папатеохарі. У зимовому сезоні 2012-2013 Йоргос Мазонакіс виступав зі спільною програмою із Нікосом Куркулісом у Fotaerio в Афінах. У травні на MadWalk 2013 співак презентував новий сингл «Καλώς σας βρήκα». На початку травня на пісню відзнято кліп, де співак постає в образі Чарлі Чапліна. Зйомки відбулися на узбережжі Саламіна та в Перамі. 8 червня 2013 року в Κατράκειο Θέατρο, Нікея, відбувся урочистий концерт, присвячений 20-річчю музичної кар'єри співака. З 23 серпня Мазонакіс виступає на сцені Thalassa People's Stage, в програмі бере участь Катерина Станісі . Взимку 2014 — 2015 виступає Teatro Music Hall в Афінах разом з Пантелісом Пантелідісом і Паолою.

## Дискографія

### Студійні альбоми
| Рік  | Назва                   | Сертифікати |      |                    |   |
| ---- | ----------------------- | ----------- | ---- | ------------------ | - |
| Рік  | Назва                   | Сертифікати | 1993 | Μεσάνυχτα και κάτι | — |
| 1994 | Με τα μάτια να το λες   | золотий     |      |                    |   |
| 1996 | Μου λείπεις             | золотий     |      |                    |   |
| 1997 | Παιδί της νύχτας        | платиновий  |      |                    |   |
| 1998 | Μπροστά σ'ένα μικρόφωνο | золотий     |      |                    |   |
| 1999 | Αλλάξανε τα πλάνα μου   | золотий     |      |                    |   |
| 2002 | Κοίτα με                | золотий     |      |                    |   |
| 2003 | Σάββατο                 | платиновий  |      |                    |   |
| 2007 | Τα όχι και τα ναι μου   |             |      |                    |   |
| 2010 | Tα ισια ανάποδα         |             |      |                    |   |
| 2012 | Λείπει πάλι ο Θεός      |             |      |                    |   |

### Концертні альбоми
| Рік  | Назва   | Certification |      |                |         |
| ---- | ------- | ------------- | ---- | -------------- | ------- |
| Рік  | Назва   | Certification | 2004 | Mazonakis Live | золотий |
| 2009 | Revised | —             |      |                |         |

### CD-сингли
| Рік  | Назва              | Примітки |      |       |         |
| ---- | ------------------ | -------- | ---- | ----- | ------- |
| Рік  | Назва              | Примітки | 2001 | «2x2» | золотий |
| 2006 | «Summer in Greece» | —        |      |       |         |
| 2007 | «Σ'Έχω Επιθυμήσει» | —        |      |       |         |

### Компіляції
| Рік | Назва | Примітки |      |             |   |
| --- | ----- | -------- | ---- | ----------- | - |
| Рік | Назва | Примітки | 2001 | The Best Of | — |